# 中衣
中衣是東亞傳統服裝（漢服、韓服、和服、越服、琉裝）外衣和內衣之間的服飾。又稱中襌、中单、襌衣。「禪衣」又專指衬于冕服、爵弁等礼服内的素纱衬衣（亦即），禮服配的中單在赤色的衣领上刺绣有纹饰，唐代以前的文献记载，多作“黼”纹。黼，斧形纹饰，意寓能决断。是古代冕服上所施一十二章纹之一。
一些款式的服裝穿著後會露出中衣衣領，突出衣服的層次。

## 中衣與中單
「中衣」專指衣長至衣长齐胯到齐大腿不等的上衣，「中單」則專指身长齐脚的中衣。一般以「中衣」一名概括之。日語稱半身中衣為「半襦袢」，全身中單則稱為「長襦袢」。漢服常服用的中衣多為素色、無花紋，衣領與衣身同色，韓服官服用中衣為白色有暗花，和服的中衣則常有衣領與衣身不同色和有圖案。半身中衣下身會配中褲或中裙。
中單、中襌或中衣三名見於古籍，如《禮記》、《說文解字》、《漢書》等等。

## 用途
中单多用作朝服、祭服的裡衣。中衣、中单也指一般的裡衣；類似後世的汗衫，如「青鲜支中单」和「葛中单」。

## 現代的發展和演變
由於現代人不習慣穿多層衣服，於是出現了代替中衣的假領。此外，為了方便配襯不同顏色的外衣，又出現了可替換半衿，使用時縫於中衣領上，免卻購買多件不同顏色中衣的麻煩。

## 外部連結
- 國學頻道  书略*舆服略*释“中单” [永久]
- 周公夫人：汉服制作简单实用手册 （页面存档备份，存于）
- 簡帛網  尹湾汉墓遣策考（连载一） （页面存档备份，存于）